# Uzômi
O Uzômi é uma banda de crossover thrash/hardcore punk formada em 1995 na cidade do Rio de Janeiro. São conhecidos pelos seus shows perfomáticos(teatral, com direito a sangue cenográfico).

## História
Há 20 anos na estrada, os cariocas do Uzômi são os representantes do thrashcore e do crossover thrash na cidade maravilhosa. A banda que tem influências claras de Slayer, S.O.D, DRI e Napalm Death ousou ao colocar dois vocalistas se revezando entre a insanidade de Heron e a frieza sapiente de Sales, numa harmonia perfeita entre Uncurbed e Dead Kennedys, em composições que têm como temática os filmes de terror e zumbis.
O primeiro material da banda foi lançado em 1996. A fita k7 Crau Puro já mostrava um som pesado, mas com letras adolescentes como Ted Bronha e Quero Te Comer Girl. No ano de 1998 lançaram um EP auto-intitulado que gerou boa repercussão no cenário underground carioca, impulsionando o número de shows em terras cariocas e também dando início a algumas viagens ao redor do Brasil, como São Paulo e Curitiba. Em 2001, com algumas mudanças na formação e nas letras, a banda resolveu começar a trabalhar no que seria o primeiro álbum homônimo, que foi lançado em 2004 pela Ant-discos. A primeira tiragem do álbum saiu em digipack, com capa desenhada por Marco André Donida (guitarrista do Matanza) e encarte criado pela Sociedade Alternativa (grupo especializado em arte visual, além de trabalhar com piercings e tatuagem), onde cada página trazia um desenho representando as treze músicas do disco. No ano de 2008 lançaram o álbum Sangue, sangue pelas gravadoras Humanos Mortos Productions/Kasamata Rocrods contendo 12 faixas e um conteúdo mais.
Já fizeram 2 turnês no Nordeste, tendo tocado em 5 estados no total durante os anos de 2008 e 2010, sendo que conseguiram realizar sua primeira turnê internacional para comemoração de seus 15 anos de existência, em território Europeu, na qual rodaram por 9 países Europeus (Portugal, Espanha, França, Holanda, Alemanha, Polônia, República Tcheca, Hungria e Áustria) num total de 17 shows em 32 dias e mais de 10.000 km de estradas.

## Integrantes
- Sales (vocal)
- Héron (vocal)
- João (guitarra)
- Johan "Karranca" (guitarra)
- Bruno Borges (baixo)
- Fabio Ed "Edinho" (bateria)

Ex-integrantes
- "Bruno "Bin Ladi" (guitarra)
- "Thiago "Boka" (baixo)
- Serginho (In Memoriam) (baixo)
- Glauco (baixo)
- Giordano "Velho" (baixo)
- "Gabriel (guitarra)
- Bernardo (guitarra)
- Vitor (bateria)
- Vinibeni (baixo)
- China (guitarra)
- Erick (bateria)

## Discografia

### Demo Tape
- Crau Puro (1996)

### Álbuns de estúdio
- Uzômi (EP-1998)
- Uzômi (2004)
- Sangue, Sangue (2008)
- A Revolta do Boêmio (2015)
- Na Bacia das Almas (EP-2021)

### Coletâneas
- El Toro
- Tributo ao Ação Direta
- Tributo ao inédito

## Bandas relacionadas
- Moléstia
- Matanza
- Horrificia
- Dissgrama
- Discórdia
- Odhisseia
- Soul Brother
- Baga